# Gen Shōji
Gen Shōji (昌子 源 Shōji Gen?,  Kōbe, Hyōgo, 11 de diciembre de 1992) es un futbolista japonés. Juega de defensa y su equipo es el F. C. Machida Zelvia de la J1 League de Japón.

## Trayectoria

### Clubes
| Club                 | País    | Año       |
| -------------------- | ------- | --------- |
| Kashima Antlers      | Japón   | 2011-2018 |
| Toulouse F. C.       | Francia | 2019-2020 |
| Gamba Osaka          | Japón   | 2020-2022 |
| Kashima Antlers      | Japón   | 2023      |
| F. C. Machida Zelvia | Japón   | 2024-     |

### Selección nacional
| Selección | País  | Año           |
| --------- | ----- | ------------- |
| Sub-17    | Japón | 2008          |
| Sub-20    | Japón | 2011          |
| Sub-23    | Japón | 2014          |
| Absoluta  | Japón | 2015-presente |

## Palmarés

### Títulos nacionales
| Título             | Club            | País  | Año  |
| ------------------ | --------------- | ----- | ---- |
| Copa J. League     | Kashima Antlers | Japón | 2011 |
| Copa J. League     | Kashima Antlers | Japón | 2012 |
| Copa J. League     | Kashima Antlers | Japón | 2015 |
| J1 League          | Kashima Antlers | Japón | 2016 |
| Copa del Emperador | Kashima Antlers | Japón | 2016 |
| Supercopa de Japón | Kashima Antlers | Japón | 2017 |

### Títulos internacionales
| Título                      | Club (*)        | Sede    | Año  |
| --------------------------- | --------------- | ------- | ---- |
| Copa Suruga Bank            | Kashima Antlers | Kashima | 2012 |
| Copa Suruga Bank            | Kashima Antlers | Kashima | 2013 |
| Liga de Campeones de la AFC | Kashima Antlers | Teherán | 2018 |

(*) Incluyendo la selección

### Distinciones individuales
| Distinción                          | Año  |
| ----------------------------------- | ---- |
| Jugador excepcional de la J. League | 2014 |
| Jugador excepcional de la J. League | 2016 |
| J. League Best XI                   | 2017 |